# C4 Engine
C4 Engine é um motor de jogo 3D comercial, criado por Terathon Software, que pode ser usado para desenvolver jogos para Microsoft Windows (XP e Vista), Mac OS X (versões 10.4 e 10.5), PlayStation 3, e Linux.